# Jupiter Ace
Jupiter Ace je počítač vyvinutý v roce 1980 podobný počítači ZX81. Jeho vývojáři jsou Richard Altwasser a Stephen Vickers, kteří se podíleli také na vývoji ZX Spectra. Po technické stránce je podobný počítači ZX81, včetně textového rozlišení 32 x 24 znaků. Na rozdíl od ZX81 místo Basicu obsahuje jazyk Forth.
Počítač je možné emulovat na jiných počítačích emulátorem Ace32. Na počítačích Sinclair ZX Spectrum je možné Jupiter Ace emulovat pomocí paměťového modulu do ZX Interface 2.

## Hardware
- Procesor: Z80 běžící na frekvenci 3,5 MHz
- RAM: 3 KiB (z toho 2 KiB videoram)
- ROM: 8 KiB

## Periférie
K počítači byl vyvinutý interface rozšiřující paměť o 128 KiB a obsahující zvukový čip AY-3-8910 a flash ROM. Ovládání rozšířené paměti a zvukového čipu na tomto interface je kompatibilní se ZX Spectrem 128.